# 阪田誠造
阪田 誠造（さかた せいぞう、1928年（昭和3年）12月27日 - 2016年（平成28年）7月21日）は、日本の建築家。

## 略歴
大阪府大阪市出身。1951年（昭和26年）、早稲田大学理工学部建築学科卒業。同年坂倉準三建築研究所入所。
1969年（昭和44年）の坂倉準三死去に伴い、西沢文隆らと共に坂倉建築研究所を設立し、取締役東京事務所長、1985年（昭和60年）から1999年（平成13年）まで代表取締役、1999年（平成13年）以後は最高顧問を務めた。
1990年（平成2年）から1991年（平成3年）まで新日本建築家協会副会長、1993年（平成5年）から1999年（平成11年）まで明治大学理工学部建築学科教授を務めるなど、建築界の発展や教育にも貢献した。
2016年（平成28年）7月21日、心不全のため死去。87歳没。

## 受賞
- 1978年（昭和53年） 昭和52年度日本建築学会賞（作品）[5]
- 1987年（昭和62年） 第28回BCS賞（建築業協会賞）（横浜人形の家）[14]
- 1987年（昭和62年） 第2回横浜市景観賞（横浜人形の家）[15]
- 1988年（昭和63年） 第1回公共建築賞建設大臣表彰（埼玉県立加須青年の家）[16]
- 1989年（平成元年） 第2回村野藤吾賞[6]
- 1989年（平成元年）  第14回吉田五十八賞 [7]
- 1990年（平成2年）  第46回日本芸術院賞 [17][8]
- 1999年（平成11年）  第40回BCS賞（建築業協会賞）特別賞（新宿南口JR・小田急共同計画）[18]
- 2001年（平成13年）  第42回BCS賞（建築業協会賞）（聖イグナチオ教会）[19]
- 2002年（平成14年）  第43回BCS賞（建築業協会賞）特別賞（JRセントラルタワーズ）[20]

## 主な作品
- 1971年（昭和46年） ビラ・セレーナ（東京都）
- 1972年（昭和47年） 宮崎県東京ビル（東京都）
- 1974年（昭和49年） ビラ・モデルナ（東京都）[21][22]
- 1975年（昭和50年） 宮崎県総合青少年センター（宮崎県）[23]
- 1975年（昭和50年） 群馬ロイヤルホテル（群馬県）[24]
- 1977年（昭和52年） 東京都立夢の島総合体育館（東京都）[13]
- 1978年（昭和53年） つくば市立並木中学校（茨城県）
- 1983年（昭和58年） 新宿ワシントンホテル（東京都）[3]
- 1987年（昭和62年） 横浜人形の家（神奈川県）[3]
- 1988年（昭和63年） 埼玉県加須青年の家（埼玉県）[25]
- 1990年（平成2年） 東京サレジオ学園（東京都）[10]
- 1990年（平成2年） 北沢タウンホール（東京都）[4]
- 1990年（平成2年） 日立シビックセンター（茨城県）[4]
- 1996年（平成8年） かずさアカデミアパーク研修会議センター（千葉県）[5]
- 1998年（平成10年） 小田急サザンタワー、新宿サザンテラス（東京都）[10]
- 2001年（平成13年） 聖イグナチオ教会（東京都）[13]
- 2002年（平成14年） JRセントラルタワーズ（愛知県）[11]

## 関連書籍
- 鈴木博之『現代の名匠』建築画報社、東京、2014年2月。ISBN 978-4901772778。全国書誌番号:22483448。2020年12月14日閲覧。
- 阪田誠造 著、阪田誠造の本をつくる会 編『建築家の誠実』 8巻、建築ジャーナル、東京〈建築家会館の本〉、2015年6月。ISBN 9784860351007。全国書誌番号:22613935。2020年12月14日閲覧。
- 阪田誠造 著、「阪田誠造 坂倉準三の精神を受けついだ建築家」編集委員 編『阪田誠造 坂倉準三の精神を受けついだ建築家』建築画報社、東京、2015年9月。ISBN 978-4901772877。全国書誌番号:22652850。2020年12月14日閲覧。
- 新宿駅西口広場建設記録刊行会 編『新宿駅西口広場』鹿島出版会、東京、2017年2月。ISBN 978-4306073302。全国書誌番号:22847761。
- 槇文彦『残像のモダニズム』岩波書店、東京、2017年9月。ISBN 9784000230650。全国書誌番号:22975404。2020年12月14日閲覧。